# Huelva (provins)
Huelva er en provins i det sydlige Spanien, i den vestlige del af den autonome region Andalusien. Den grænser til provinserne Badajoz, Sevilla og Cádiz, Portugal og til Atlanterhavet. Provinshovedstaden er byen  Huelva.
Provinsen har et areal på 10.148 km² og omkring en halv million indbyggere. En tredjedel af disse bor i provinshovedstaden. Provinsen har 79 kommuner. 